# 申差
申差（?—?），戰國時期韩国的军事人物，在韩宣惠王属下。
赵国、魏国、韩国、燕国、齐国联合义渠攻打秦国，是为函谷关之战。秦国为了报复，于前317年（秦惠文王后元八年、韩宣惠王十六年、燕王哙五年、齐宣王三年、赵武灵王九年、魏襄王二年），派遣庶长樗里疾率秦军出函谷关反击韩赵魏联军，于修鱼大败赵、韩联军，败赵国公子渴、韩国太子奂，俘虏韩将䱸（一作鲠）、申差，斩杀联军八万二千人。